# Allometopon flavum
Allometopon flavum är en tvåvingeart som beskrevs av Lamb 1914. Allometopon flavum ingår i släktet Allometopon och familjen träflugor.
Artens utbredningsområde är Seychellerna. Inga underarter finns listade i Catalogue of Life.